# Ancol Dreamland

Logo de Ancol Dreamland

Taman Jaya Ancol Impian, également connu sous le nom Ancol Dreamland est une section d'Ancol Bay City, un complexe de loisirs situé le long du secteur riverain de Jakarta, dans le desa d'Ancol, Pademangan, Java occidental, en Indonésie.
Elle est détenue par PT. Pembangunan Jaya Ancol Tbk, filiale du Pembangunan Jaya Group. Ancol Dreamland ouvre ses portes en 1966 et est la plus grande zone touristique intégrée en Asie du Sud-Est, comprenant un parcours de golf de championnat international, un parc à thème, des hôtels et d'autres installations récréatives. Il offre une trentaine d'attractions à Dunia Fantasi, huit piscines à  Atlantis Water Adventure et huit spectacles à Ocean Dream Samudra.

## Parcs de loisirs

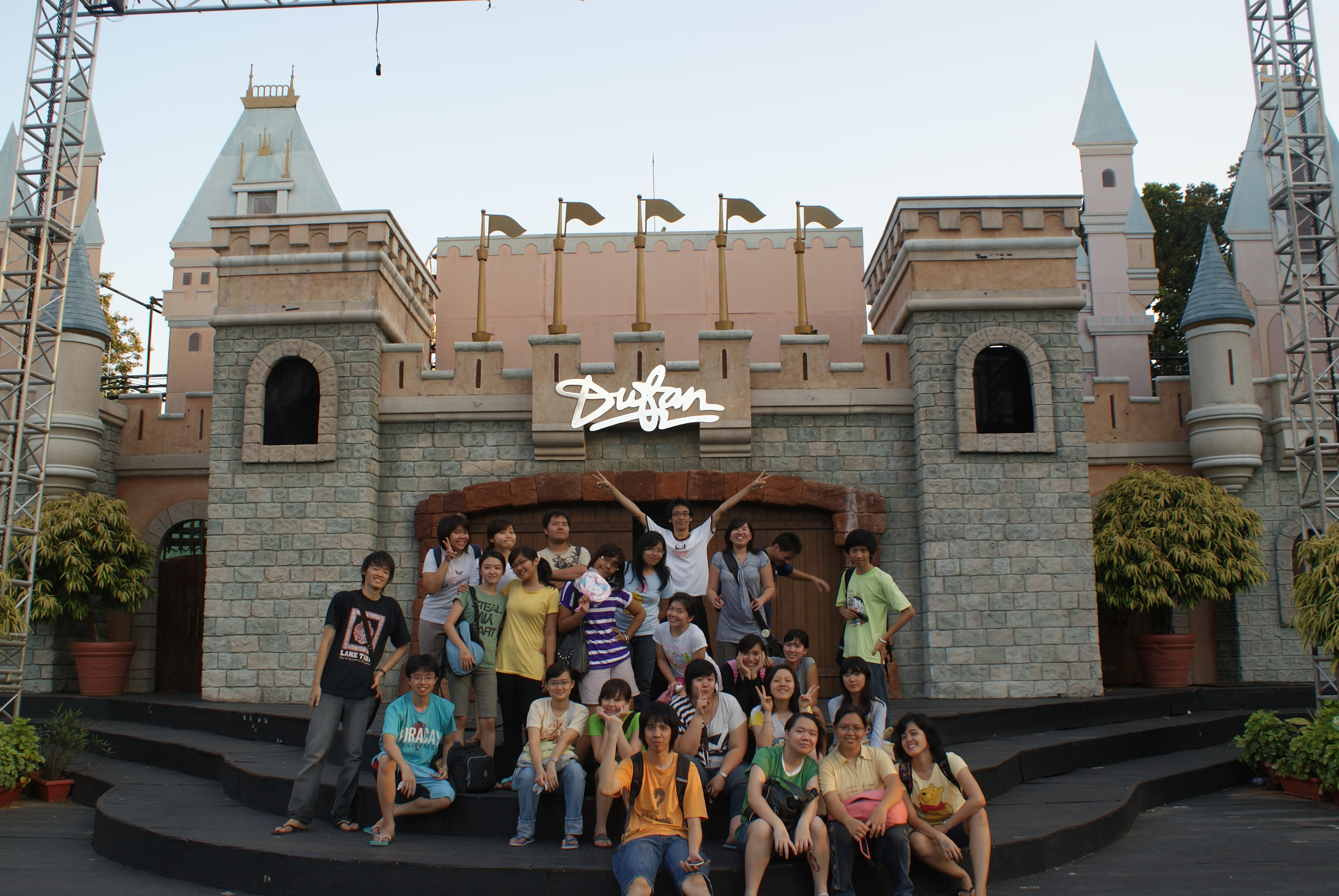
Dunia Fantasi

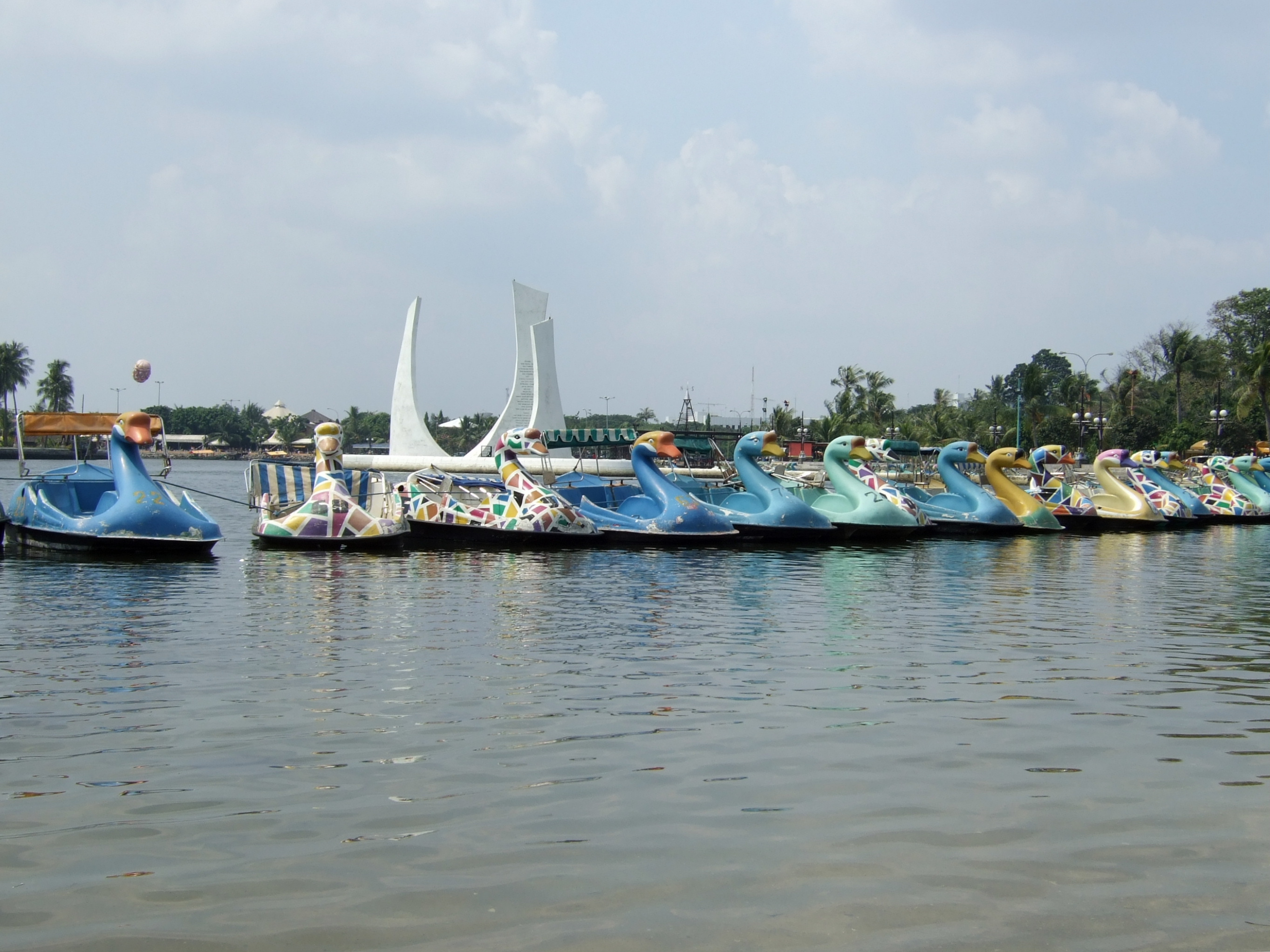
Pédalos devant le Danau monument

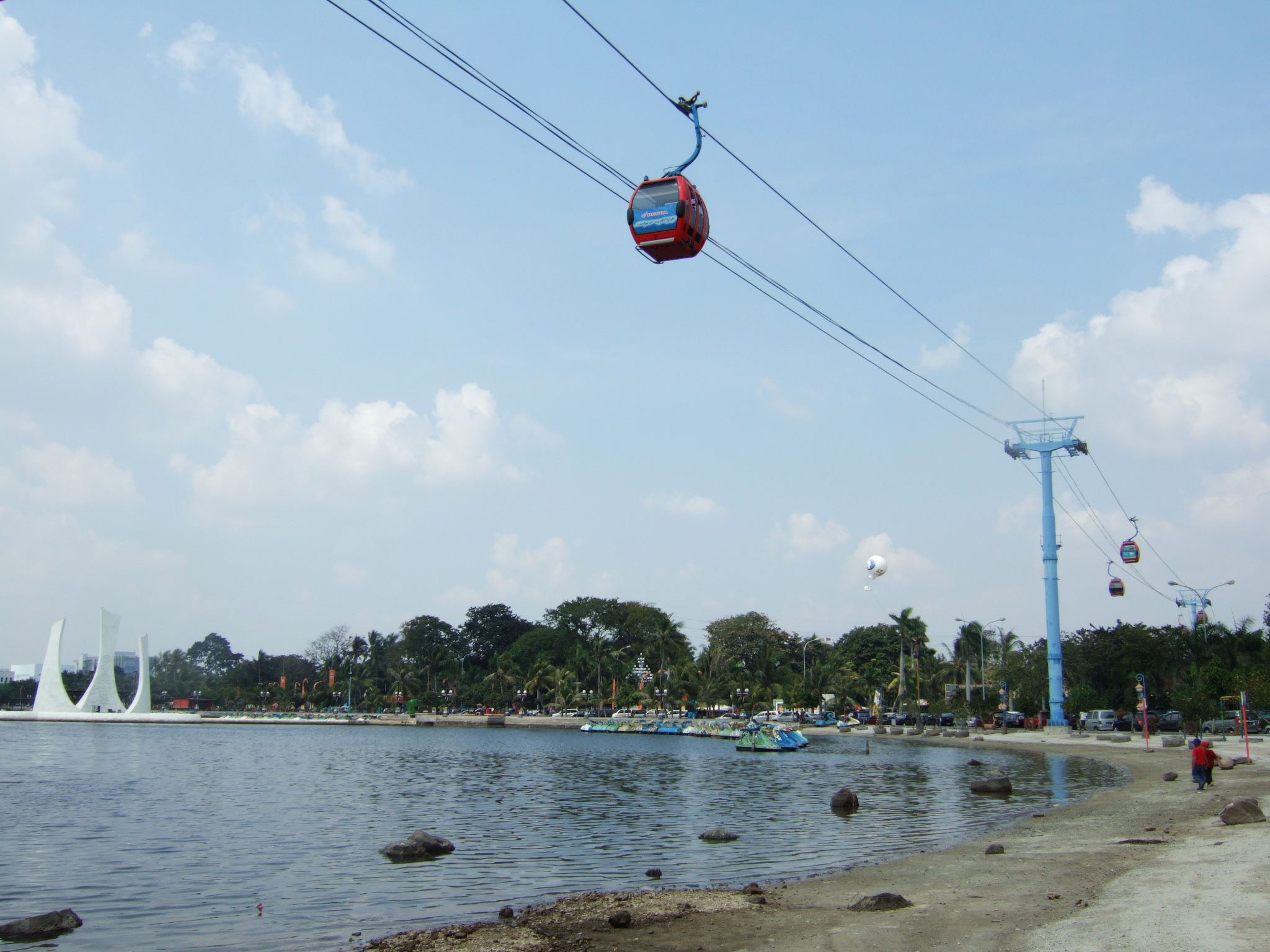
Le téléphérique Ancol Gondola

### Dunia Fantasi / Dufan (Fantasy World)
Ouvert le 29 août 1986, Dunia Fantasi est le parc d'attractions de Jakarta avec plus de trente attractions. Dufan est détenu par Indosat Group. Le parc à thème est divisé en huit sections qui sont Jakarta, Indonesia, Asia, Africa, America, Europe et Fantasi Hikayat (Fantaisie légendaire, section présentant la Grèce antique et l'Égypte antique). Le parc à thème est conforme aux normes internationales grâce à la certification ISO 9001:2000.
Parmi ses attractions, le parc propose le circuit de montagnes russes à trois inversions Halilintar, le parcours de bûches Niagara, la version locale d'It's a Small World Istana Boneka, le spectacle d'animatroniques Balada Kera, la grande roue Bianglala, le bateau à bascule Kora-Kora, le manège de tasses Poci-Poci ou la tour de chute Hysteria.
Avec 2 500 000 visiteurs en 2009, il est le 11e parc des continents asiatique et océanique quant à la fréquentation. Il est le 14e parc quant à la fréquentation sur ces territoires en 2010 avec 2 400 000. Avec 2 300 000 visiteurs en 2012, il est le 19e parc des continents asiatique et océanique quant à la fréquentation.

### Atlantis Water Adventure
Le parc aquatique Atlantis Water Adventure est construit sur l'ancien site de Gelanggang Renang (Cour de natation). Occupant plus de cinq hectares, il a pour thématique le monde sous-marin mythologique de l'Atlantide. Ses installations comprennent une piscine à vagues, une lazy river, piscine en cascade, plusieurs toboggans aquatiques, deux piscines pour enfants, cinq restaurants et une aire de restauration aux couleurs de l'Inde, du Brésil, de l'Espagne, du Bangladesh. Un terrain de volley et un centre d'événements sont également disponibles pour répondre aux besoins des visiteurs.
Avec 720 000 visiteurs en 2009, il est le 12e parc aquatique au monde quant à la fréquentation. Il est le 13e parc le plus fréquenté en 2010 avec 850 000 entrées. Avec 1 000 000 visiteurs en 2012, il est le 13e parc au monde et le 7e des continents asiatique et océanique quant à la fréquentation.

### Ocean Dream Samudra
Ocean Dream Samudra est le siège de plusieurs spectacles d'animaux, d'un petit aquarium et d'un cinéma 4-D. Les spectacles d'animaux comprennent un spectacle de dauphins et un spectacle de lion de mer. Le cinéma-4D est abrité à l'intérieur d'un grand bâtiment en forme de pyramide mésoaméricaine.

### Sea World
Détenu par le groupe Lippo, SeaWorld ouvre en 1996 en tant que plus grand oceanarium en Asie du Sud-Est à l'époque. Il dispose du tunnel Antasena ainsi que d'un aquarium marin, un aquarium principal, un aquarium des alligators et celui des requins. Malgré son nom, il est totalement étranger aux entreprises SeaWorld Parks & Entertainment ou Sea World.